# National Ski Hall of Fame

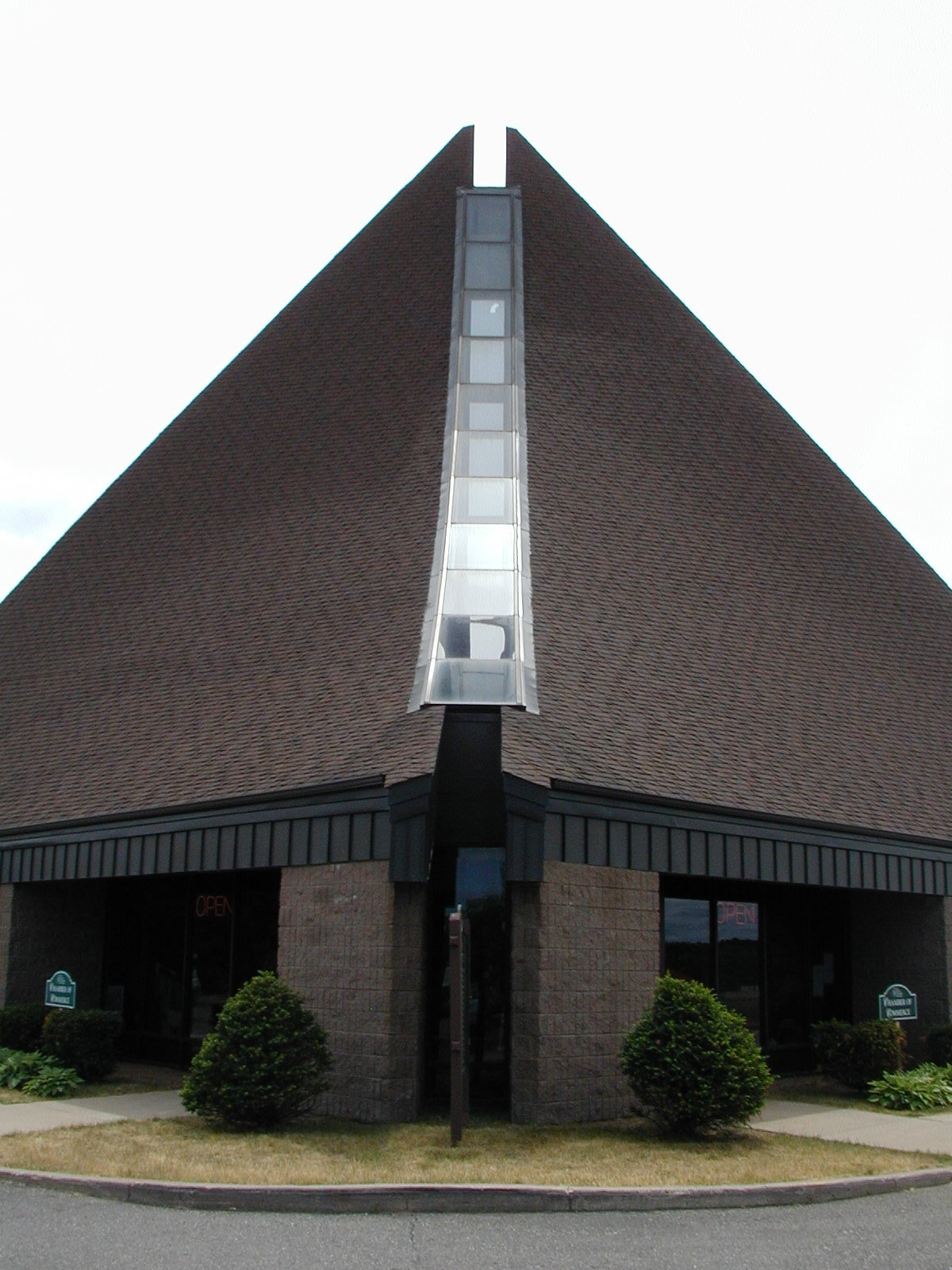
Vista frontale dell'edificio

La National Ski Hall of Fame è un'istituzione statunitense che ha luogo a Ishpeming, nella Penisola superiore del Michigan.

## Storia
La National Ski Association, poi denominata U.S. Ski & Snowboard, fu fondata ad Ishpeming nel 1905 dallo sciatore Carl Tellefsen ed è la federazione sportiva degli sciatori statunitensi. Tellefsen ne fu il primo Presidente e, quando fu istituita la Hall of Fame nel 1957, ne divenne membro onorario.
All'interno dell'edificio ha sede anche la Roland Palmedo Memorial Library, una delle più grandi biblioteche sciistiche degli Stati Uniti. Roland Palmedo (1895-1977) fu un pioniere nello sviluppo di aree sciistiche per sciatori amatoriali. Contribuì a fondare il National Ski Patrol e varie squadre giovanili. Palmedo fondò il comprensorio sciistico di Mad River Glen, pubblicò due libri sullo sci e sviluppò una vastissima biblioteca. Dopo la sua morte, la famiglia decise di donare la biblioteca alla National Ski Hall of Fame and Museum, dove si trova tuttora.
Nella Hall of Fame sono inserite foto e biografie delle principali celebrità del panorama sciistico.

## Principali personalità inserite nella Hall of Fame
| Nome                   | Anno di inserimento |
| ---------------------- | ------------------- |
| Charles "Minnie" Dole  | 1958                |
| Roger Langley          | 1958                |
| Andrea Mead Lawrence   | 1958                |
| Buddy Werner           | 1964                |
| Dave McCoy             | 1967                |
| Jill Kinmont Boothe    | 1967                |
| Sel Hannah             | 1968                |
| Nancy Greene           | 1969                |
| Herman Smith-Johannsen | 1969                |
| Dick Buek              | 1974                |
| Tom Corcoran           | 1978                |
| Joan Hannah            | 1978                |
| Warren Miller          | 1978                |
| Howard Head            | 1979                |
| Bob Beattie            | 1984                |
| David Bradley          | 1985                |
| Ernie Blake            | 1987                |
| Suzy Chaffee           | 1988                |
| Tommy Moe              | 2003                |
| Picabo Street          | 2004                |
| Jonny Moseley          | 2006                |
| Everett Kircher        | 2007                |
| Cary Adgate            | 2008                |
| Glen Plake             | 2010                |
| Shane McConkey         | 2010                |
| Stein Eriksen          | 2010                |
| Daron Rahlves          | 2010                |
| Scot Schmidt           | 2014                |
| Bode Miller            | 2018                |